# Hedvig Elisabet av Kurland

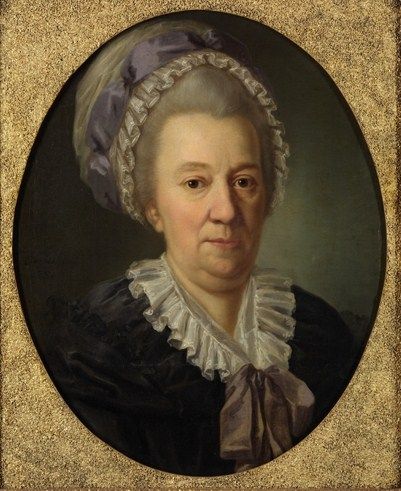
Hedvig Elisabet av Kurland.

Hedvig Elisabeth von Biron av Kurland, född 23 juni 1727 i Mitau, död där 1797, var en rysk hovdam. Hon var hovmästarinna åt Elisabet av Ryssland och intog en framträdande plats vid det ryska hovet.
Hon var dotter till hertig Ernst Johann von Biron av Kurland och Benigna Gottlieb von Trotha gt Treyden. Hon beskrivs som ful, med en missformad kropp med puckelrygg, men fick en fin utbildning under överinseende av kejsarinnan Anna Ivanovna. 
När hennes far utnämndes till hertig av Kurland 1737 fick Hedvig Elisabet status som prinsessa och ett eget hov med egna hovdamer och personal, och 1739 debuterade hon i sällskapslivet. Hon blev föremål för mycket uppvaktning av dem som ville ställa sig in hos hennes far, och kejsarinnan ska ha planerat att arrangera en allians med en tysk stat och Ryssland genom ett äktenskap mellan Hedvig Elisabet och en tysk furste. 
År 1740 avled kejsarinnan Anna, och hennes far Biron blev regent. När Biron en kort tid därefter störtades och fängslades placerades även Hedvig Elisabet och hennes mor i arrest. Familjen förvisades i juni 1741 till Pelym i Sibirien. År 1742 beviljades familjen tillstånd av Elisabet av Ryssland att bo i Jaroslavl. Hedvig Elisabet plågades av att sitt passiva liv hos föräldrarna, och försökte upprepade gånger få tillstånd för sig personligen att återvända till hovet. 
1749, när kejsarinnan Elisabet gjorde en pilgrimsfärd till ett kloster nära Jaroslavl, lyckades Hedvig Elisabet ta kontakt med henne. Genom att framställa sig som ett offer för religionsförföljelse lyckades hon uppväcka medlidande, och kejsarinnan Elisabet lovade att själv få henne döpt. Hon konverterade offentligt till ortodoxin i Moskva, där hon döptes till Katarina Ivanovna, och fick sedan en tjänst som hovdam. Vid hovet blev hon en förtrogen till tronföljaren Peter, vars vurm för det tyska hon delade. Hon deltog enligt rapporter i som aktör i flera intriger, medlade vid arrangerande av äktenskap och för utländska medborgare. Hon föreslogs för äktenskap med furst Peter Saltykov och prins Grigory Khovanskii och blev år 1753 bortgift av kejsarinna med baron Alexander Ivanovitj Cherkasov (1728-1788). Då föräldrarna slutligen tilläts återvända till Kurland 1763 följde hon med dem.